# سوریانو گویبورو
سوریانو گویبورو (انگلیسی: Severiano Goiburu; ۸ نوامبر ۱۹۰۶ – ۳۱ ژوئیهٔ ۱۹۸۲) بازیکن فوتبال اهل اسپانیا بود. او برای بسیاری از باشگاه‌ها در لالیگا از جمله بارسلونا بازی کرد. او به خاطر زدن گل تعیین کننده در مسابقه فوتبال اسپانیا و انگلیس در سال ۱۹۲۹ در فوتبال به شهرت رسید.

وی همچنین در تیم ملی فوتبال اسپانیا بازی کرده‌است.